# Епархия Блаундуса

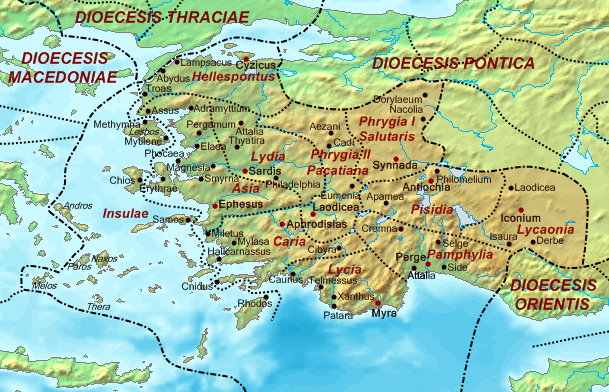
Карта диоцеза Восток, V век

Епархия Блаундуса (лат. Dioecesis Blaundenia) —  титулярная епархия Римско-Католической церкви.

## История
Античный город Блаундус находился в диоцезе Восток и сегодня идентифицируется с археологическими раскопками «Süleimanli», находящимися на территории ила Афьонкарахисар современной Турции. До конца V века город Блаундус был центром одноимённой епархии, которая входила в Сардийскую митрополию Константинопольского патриархата.
В исторических источниках епархия упоминается под разными вариантами названия: Блаундуса, Бландуса и Баландуса. Известны три греческих епископа Блаундуса. Епископ Фебий участвовал в арианском соборе 359 года в Селевкии и отверг решения этого собора. Епископ Илия принял участие в Халкидонском соборе 451 года. Епископ Онесифор подписал в 458 году письмо лидийских епископов, обращённое императору Льву I Макелле.
В конце V века епархия Блаундуса прекратила своё существование.
С 1953 года епархия Блаундуса является титулярной епархией Римско-Католической церкви.

## Греческие епископы
- епископ Фебий (упоминается в 359 году);
- епископ Илия (упоминается в 451 году);
- епископ Онесифор (упоминается в 458 году).

## Титулярные епископы
- епископ Михаил Монгкол Онпракхонгчит (7.05.1953 – 23.01.1958);
- епископ Victor-Jean Perrin (26.11.1961 – 31.01.1971);
  - вакансия с 1971 года.

## Источник
- Annuario Pontificio, Libreria Editrice Vaticana, Città del Vaticano, 2003, стр. 777, ISBN 88-209-7422-3
- Pius Bonifacius Gams, Series episcoporum Ecclesiae Catholicae, Leipzig 1931, стр. 447  (лат.)
- Michel Lequien, Oriens christianus in quatuor Patriarchatus digestus, Parigi 1740, Tomo I, coll. 889-890  (лат.)
- Raymond Janin, v. Balandus, Dictionnaire d'Histoire et de Géographie ecclésiastiques, vol. VI, 1932, coll. 306-307  (фр.)